# Nuraghe Diana
Il nuraghe Diana è un complesso nuragico costiero risalente al II millennio a.C. situato nel comune di Quartu Sant'Elena, nella città metropolitana di Cagliari.

## Descrizione

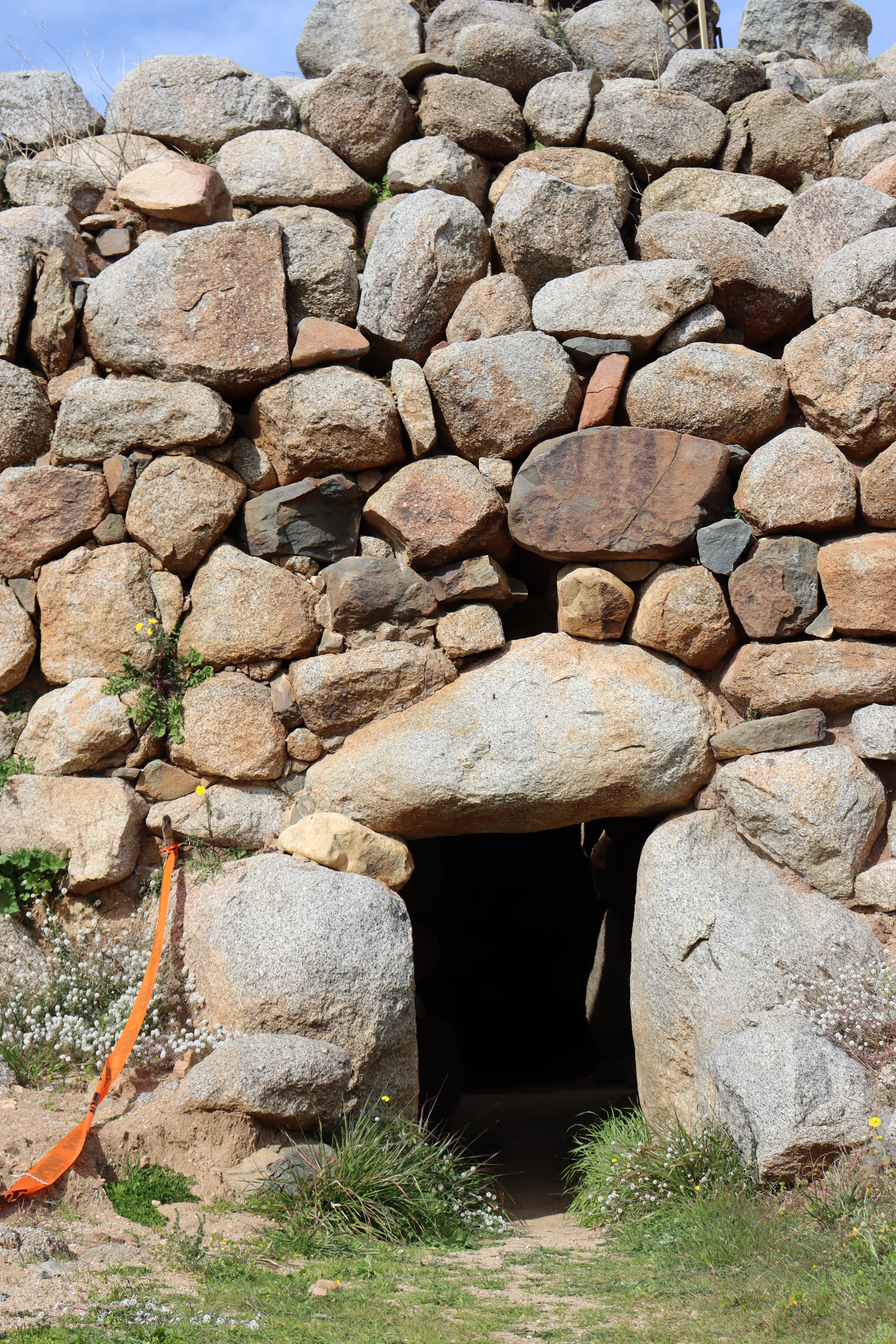
Ingresso del Nuraghe visto da Sud

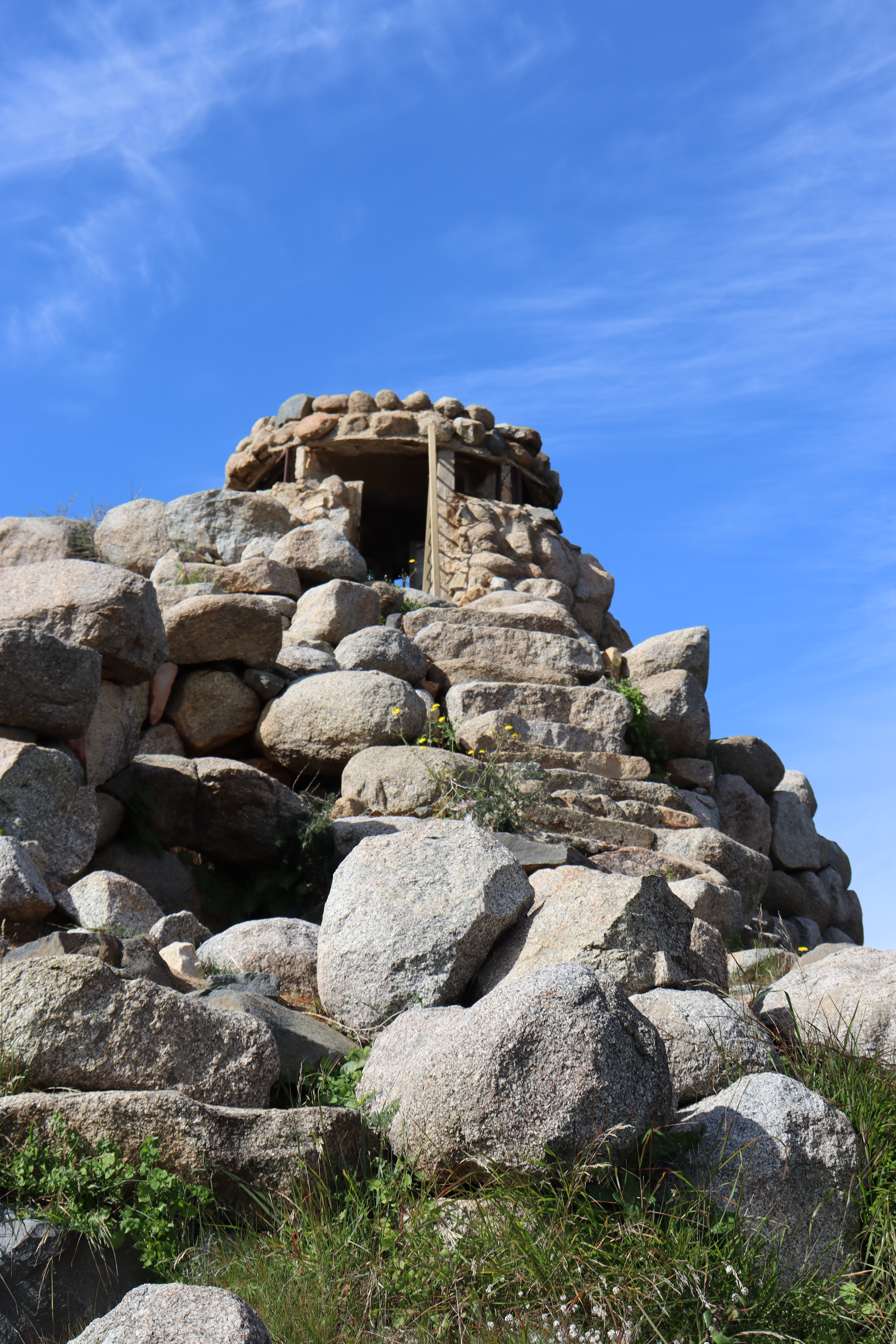
il nuraghe visto da Sud-Est

Il sito è ubicato su una collinetta in località Is Mortorius, da cui si gode un'ampia visuale sul golfo di Cagliari. Il nuraghe è di tipo complesso trilobato, formato cioè da una torre centrale con copertura a thòlos a cui si aggiungono altre due torri circondate da una cortina muraria. Durante la seconda guerra mondiale sulla sommità del mastio principale venne costruito un fortino. Nella Monografia Storico-Statistica del Comune di Quarto Sant'Elena, dell'Avvocato Luigi Rossi Vitelli, segretario in quel comune, (Cagliari Tipografia del Commercio 1878), in merito al nuraghe Diana si legge: 
()
Nell'area del compendio sono presenti ampie superfici di macchia mediterranea, con numerose specie tutelate e di pregio naturalistico, come il Juniperus phoenicea, Olea europaea var. sylvestris (Mill.) Lehr, Phyllirea L. e Cystus L.

## Galleria d'immagini

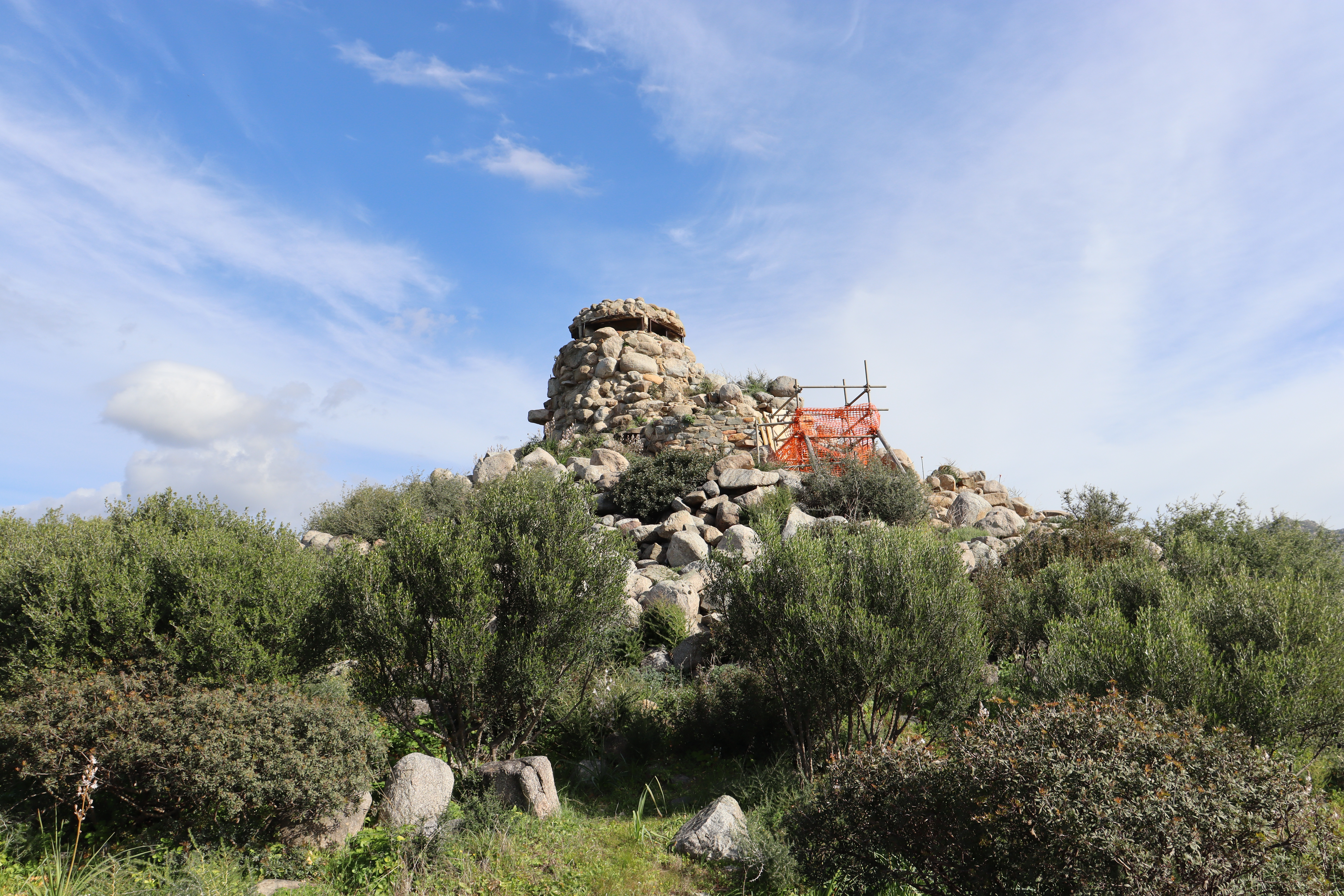
Nuraghe Diana visto da Ovest
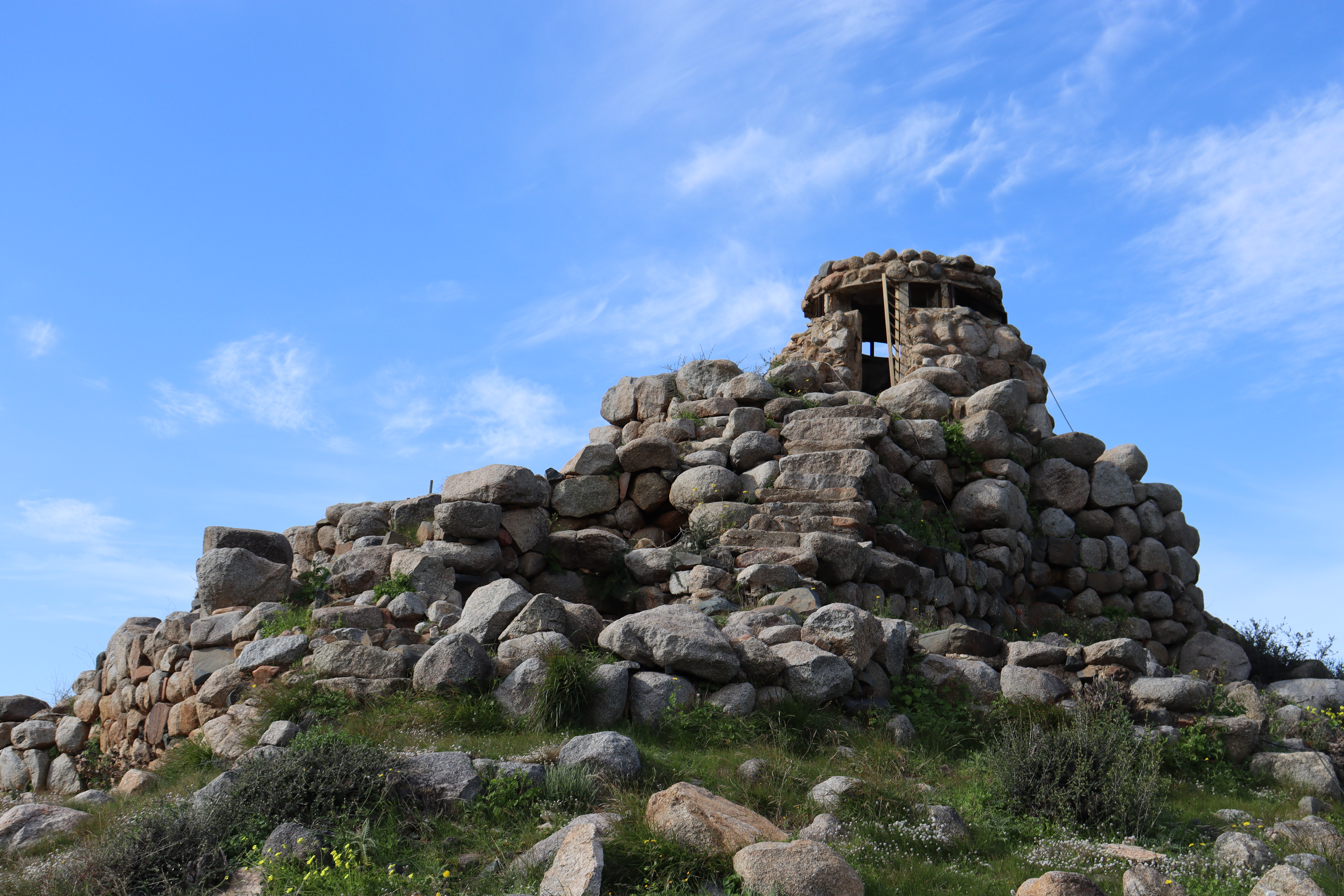
Ingresso del Nuraghe Diana visto da Sud-Est
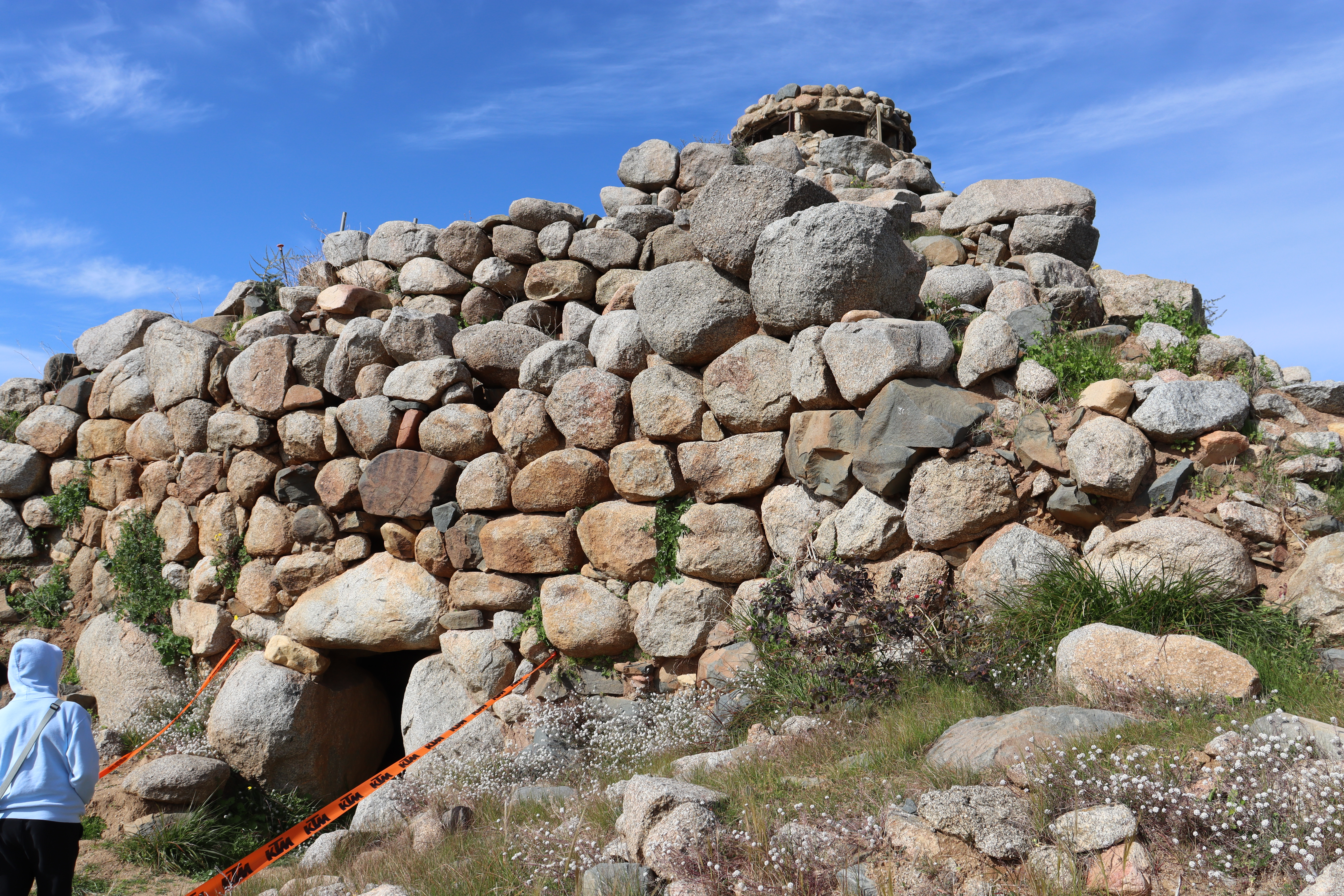
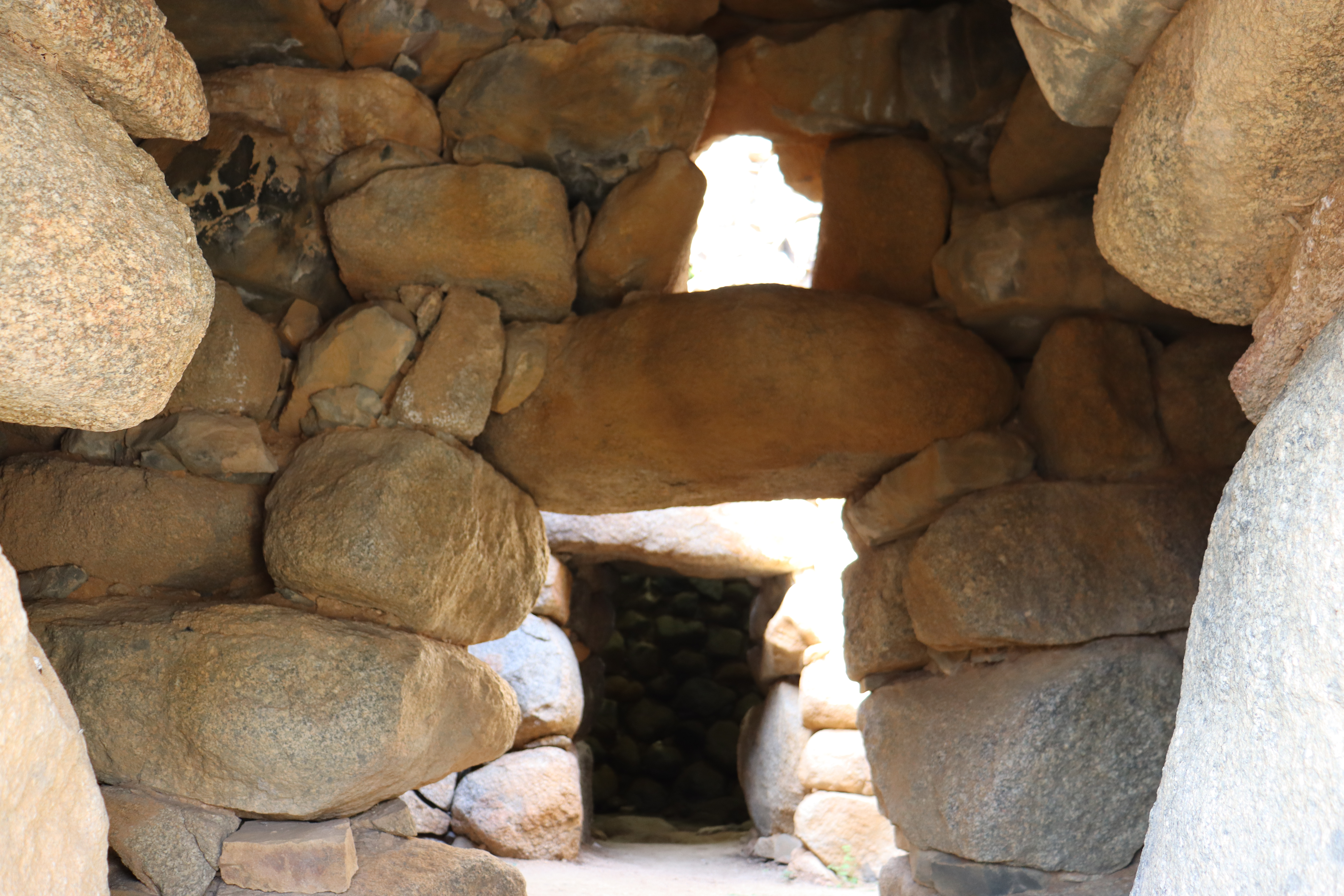
Ingresso con garitte laterali difensive